# Giovanni Alberto Ristori
Giovanni Alberto Ristori (ur. 1692 w Bolonii, zm. 7 lutego 1753 w Dreźnie) – włoski kompozytor, organista i klawesynista.

## Życiorys
Debiutował w 1713 roku w Padwie jako twórca pastorale Pallade trionfante in Arcadia, później tworzył opery wystawiane w Wenecji, Bolonii i Rovigo. W 1716 roku przybył wraz z zespołem swojego ojca, Tommaso Ristoriego, na dwór elektora saskiego i króla polskiego Augusta II w Dreźnie. W 1717 roku otrzymał stanowisko kompozytora muzyki włoskiej, współpracował z kapelą dworską w Warszawie. W latach 1731–1732 przebywał w Petersburgu, gdzie napisał muzykę na uroczystość koronacji cesarzowej Anny, następnie wrócił na dwór saski, gdzie w 1733 roku otrzymał stanowisko organisty nadwornego Augusta III. Między 1738 a 1744 rokiem przebywał w Neapolu na dworze królowej Marii Amalii, w 1744 roku powrócił do Drezna. W 1746 roku otrzymał posadę kompozytora muzyki kościelnej na dworze saskim, a w 1750 roku wicekapelmistrza.

## Twórczość
Należał do czołowych twórców włoskich działających na dworze saskim, jego zasługą jest przeniesienie do innych krajów włoskiej opery komicznej. Jego Calandro (1726) uważana jest za pierwszą włoską operę buffa napisaną na terytorium Niemiec, była też pierwszą zaprezentowaną na scenie rosyjskiej (Petersburg 1731). Jego dzieła wystawiano też m.in. w Pradze i Londynie. Skomponował około 20 oper, cechujących się typowym dla wczesnego okresu twórczości szkoły neapolitańskiej układem recytatywów i arii da capo oraz ograniczeniem partii chóralnej. Ponadto był autorem 4 symfonii, 3 requiem, 3 mszy, 22 motetów, 2 oratoriów i 8 kantat, w tym kantaty Componimento per musica na imieniny Augusta III. Znaczna część twórczości Ristoriego przepadła najpierw podczas oblężenia Drezna w trakcie III wojny śląskiej (1760), a później w bombardowaniu miasta w 1945 roku.